# Hyla zhaopingensis
Espèce
Statut de conservation UICN

 DD  : Données insuffisantes
Hyla zhaopingensis est une espèce d'amphibiens de la famille des Hylidae.

## Répartition
Cette espèce est endémique de l'Est du Guangxi en République populaire de Chine. Elle n'est connue que dans sa localité type, le xian de Zhaoping, à environ 140 m d'altitude,.

## Étymologie
Son nom d'espèce, composé de zhaoping et du suffixe latin -ensis, « qui vit dans, qui habite », lui a été donné en référence au lieu de sa découverte, le xian de Zhaoping.

## Publication originale
- Tang & Zhang, 1984 : A new species of amphibians from Guangxi. Acta Zootaxonomica Sinica, vol. 9, no 4, p. 441-443.